# Chavannes, Drôme
 Chavannes là một xã thuộc tỉnh Drôme trong vùng Auvergne-Rhône-Alpes đông nam nước Pháp. Xã Chavannes, Drôme nằm ở khu vực có độ cao trung bình 206 mét trên mực nước biển.